# Dubliny
Dubliny jsou malá vesnice, část obce Radíč v okrese Příbram ve Středočeském kraji. Nachází se asi 1,5 kilometru východně od Radíče. Je zde evidováno 10 adres. V roce 2011 zde trvale žilo osmnáct obyvatel.
Dubliny leží v katastrálním území Radíč o výměře 12,49 km².

## Historie
První písemná zmínka o vesnici pochází z roku 1788.
Za druhé světové války se ves stala součástí vojenského cvičiště Zbraní SS Benešov a její obyvatelé se museli 31. října 1943 vystěhovat.

## Obyvatelstvo
| Rok            | 1869 | 1880 | 1890 | 1900 | 1910 | 1921 | 1930 | 1950 | 1961 | 1970 | 1980 | 1991 | 2001 | 2011 | 2021 |
| -------------- | ---- | ---- | ---- | ---- | ---- | ---- | ---- | ---- | ---- | ---- | ---- | ---- | ---- | ---- | ---- |
| Počet obyvatel | 81   | 72   | 73   | 52   | 37   | 39   | 47   | 35   | 43   | 35   | 34   | 27   | 25   | 18   | 17   |
| Počet domů     | 14   | 13   | 13   | 13   | 10   | 8    | 9    | 10   | 10   | 10   | 8    | 11   | 10   | 10   | 10   |

## Obecní správa
Při sčítání lidu v letech 1850–1987 Dubliny byly osadou obce Radíč, se kterým patřily nejprve do okresu Sedlčany, ale od roku 1960 v okrese Příbram. Od 1. ledna 1988 do 30. června 1990 byly částí města Sedlčany v okrese Příbram. Od 1. července 1990 jsou opět částí obce Radíč v okrese Příbram.

## Pověsti
Pověst se vztahuje ke křížku, který byl u poslední chalupy u silnice směrem do Nahorub. Nahorubský chalupník šel na návštěvu ke své sestře do Osečan. Hned kousek za vsí se k němu přidal veliký, vypasený zajíc. Chalupníkovi bylo divné, že se ho nebojí a tak zrychlil chůzi. Ale zajíc také. Když se oba dostali na okraj lesa, zajíc mu vyskočil na záda, prskal, škrábal. Pustil se chalupníka teprve u křížku a odběhl pryč. Chalupník se po tomto zážitku večerním výletům vyhýbal.
Druhá pověst se také týká tohoto kříže. Starý Marek ze vsi tudy často chodíval na kus řeči do mlýna. Jednou, při pozdním návratu, viděl jak se přes mostní zábradlí někdo naklání. Slušně pozdravil a neznámý se k němu otočil obličejem. V Markovi by se krve nedořezal. Hleděl do bledého, vyzáblého obličeje se zapadlýma očima. Neznámý se k němu přidal a mlčky došli až ke křížku. Teprve tady neznámé zjevení zmizelo.
Třetí pověst se vztahuje ke kapli, která je na břehu Dublinského rybníka. Tuto kapli nechal podle pověsti postavit místní sedlák, jako projev díků za záchranu života. Sedlák Moulík se chystal pokosit svou poslední louku. Ráno přišel s nabroušenou kosou a zhrozil se. Tráva, kterou si den před tím prohlížel, byla zdupaná a zválená. Sedlák se rozhodl, že si na neznámého škůdce počká a že ho řádně vytrestá. Měl takovou zlost, že mu i chutnat přestalo. Večer odešel k louce. Kolem půlnoci slyšel koňský dusot a po louce se proháněl krásný kůň, až mu zem od kopyt odletovala. Sedlák Moulík se k němu připlížil a přehodil mu ohlávku. Kůň se vzpínal, ale sedlák byl rozhodnutý, že ho do stáje odvleče. Když se dostali na hráz rybníka najednou se kůň vysmekl a skočil do vody. V tom okamžiku se proměnil ve vodníka a zmizel pod vodní hladinou. Sedlák se obával, že se mu vodník časem pomstí, měl strach chodit na louku. Ale prodat se mu jí nechtělo. Tak nechal postavit kapli. Vodník se už nikdy neukázal.
Další pověst je také o kapli. Chalupník z Radíče se zdržel v Dublinu u džbánku piva. Když se vracel, viděl už zdáli, jak se u kaple něco bělá. Myslel si, že to bude jeho žena, která na něj čeká. Když se přiblížil, poznal svůj omyl. Žena u kaple byla v bílé plachetce, celá vyzáblá a tak mrazivě se na něj podívala, že raději utekl.
Jindy šel tudy Matějovský z Dublin. Slyšel, co se o tomto místě vypráví, tak šel obezřetně. U kaple se k němu přidal obrovský pes. Zprvu byl rád, že má společníka. Ale když se přiblížili až ke vsi, tak při svitu měsíce Matějovský poznal, že pes je přízrak bez stínu.